# Mas Bosc (Bordils)
El Mas Bosc és una masia de Bordils (Gironès) inclosa a l'Inventari del Patrimoni Arquitectònic de Catalunya.

## Descripció
És una masia originàriament de planta rectangular, amb diverses ampliacions posteriors. Parets de maçoneria, am carreus a les cantonades i a les obertures. La coberta és de teula acabada amb un ràfec de filera doble, format per rajols plans pintats amb calç i teula girada. La porta d'accés està formada per dovelles i es troba descentrada respecte a l'eix de simetria de l'edifici. Els sostres són fets amb cairats, tant a la planta baixa com al pis.
En una llinda del primer pis hi ha l'any 1668, en una altra el 1669. a la llinda de la porta d'un cos lateral hi ha l'any 1637.